# Onavas
Onavas é um município do estado de Sonora, no México.